# Kovács Péter (textilművész)
Kovács Péter (Sopron, 1941. április 29. – 2021. január 24. (k. n.)) Ferenczy Noémi-díjas magyar iparművész, textilművész. A hazai alkalmazott textilművészet kiemelkedő tervezője, a kárpitművészet különleges egyénisége. Műveiben a magas szintű szakmai tudás tükröződik, legyen az egy Jacquard-gépre tervezett bútorszövet vagy egy vegyes technikájú kéziszövés. Falikárpitjain természeti jelenségek, fák, jelekké absztrahált gondolatok jelennek meg, melyeket a művész saját maga szőtt egyéni technikákkal, néhol plasztikai játékokkal kísérletezve.

## Életútja
A Soproni Széchenyi Gimnáziumban érettségizett, majd a Soproni Posztó- és Szőnyeggyárban dolgozott fizikai munkásként. 1961-től a Magyar Iparművészeti Főiskola (a mai Moholy-Nagy Művészeti Egyetem) hallgatója, ahol 1966-ban szövöttanyag-tervező művész diplomát szerzett. Harminchárom évig, 1966-tól 1999-ig a Lakástextil Vállalat tervezője, majd a budapesti LATEX Stúdió vezetője is.
1992-től a Mill’art Stúdió iparművész tagjaként is tevékenykedett. A diploma megszerzése óta számtalan lakástextilt: bútorszövetet, takarót, szőnyeget stb. tervezett, de ezzel párhuzamosan alkotta autonóm textíliáit, melyekkel rendszeresen szerepelt egyéni és csoportos kiállításokon.
1991-től 2001-ig nyaranta művészeti tábor keretében kéziszövést oktatott gyerekeknek Egyházashetyén. Szerteágazó szakmai tudását szakértőként is kamatoztatta az Iparművészeti Múzeum és a hajdani óbudai Textiltörténeti Múzeum felkérésére. 1995-től a Magyar Kárpitművészek Egyesületének tagjaként a közösen létrehozott nagyméretű szövött falikárpitok tervezésének és kivitelezésének aktív résztvevője, 2008-tól pedig szakértőként dolgozott a Parlament kézi szövésű szőnyegeinek rekonstrukciós munkálataiban. Egyéni alkotóként sikerrel szerepelt hazai és külhoni tárlatokon.

## Egyéni kiállítások (válogatás)
- 1986 Kuny Domonkos Múzeum,Tata
- 1990 Művelődési Központ, Zalaegerszeg
- 1990 Olasz-Magyar Kulturális Intézet, Bologna (I)
- 1992 Kulturális Központ, Kiskunhalas
- 1993 Berzsenyi Ház, Egyházashetye
- 1994 Erdészeti és Faipari Múzeum, Sopron
- 1995 Showroom Dissemination, Milánó (I)
- 2002 Kisfaludy Sándor Művelődési Ház, Sümeg
- 2008 Művelődési Ház, Tata
- 2009 6-er Magazin Galéria, Bécs (A)
- 2016 Józsefvárosi Galéria, Budapest
- 2018 Csepel Galéria, Budapest

## Csoportos kiállítások (válogatás)
- 1968 Textil Falikép '68, Ernst Múzeum, Budapest
- 1969 Fiatal iparművészek kiállítása, IPARTERV, Budapest
- 1970-től 1, 2, 3, 11. Fal- és Tértextil Biennálék, Savaria Múzeum, Szombathely
- 1973-tól 1, 3, 4, 7. Ipari Textilművészeti Biennálék, Savaria Múzeum, Szombathely
- 1974 LATEX Stúdió Kiállítás, Iparművészeti Múzeum, Budapest
- 1975 Jubileumi Iparművészeti Kiállítás, Műcsarnok, Budapest
- 1979 3. Nemzetközi Textiltriennálé, Textilmúzeum, Łódż (PL)
- 1980 LATEX Stúdió Kiállítás, Tata
- 1981 28. Vásárhelyi Őszi Tárlat, Tornyai János Múzeum, Hódmezővásárhely
- 1988 Tavaszi Tárlat, Műcsarnok, Budapest
- 1989 Téli Tárlat, Műcsarnok, Budapest
- 1991 Arte Fiera, Bologna (I)
- 1992 Mill’art, Horváth-Lukács Galéria, Sopron
- 1993 II. Triennále Int. de Tournai (B)
- 1994 14. Ipari Formatervezési Biennálé, Ljubljana (SL)
- 1995 Mill’art, Művelődési Központ, Kecskemét
- 1995 Mill’art, Művészeti Szakközépiskola, Nyíregyháza
- 1995 Magyar Napok, Monza (I)
- 1996 14. Magyar Textilbiennálé, Szombathelyi Képtár, Szombathely
- 1997 Pelso '97, Keszthely
- 1997 Mill’art, Csepel Galéria, Budapest
- 1998 Biennálé díjazottak kiállítása, Festőterem, Sopron
- 1999 Díjazottak Kiállítása, Palme Ház, Budapest
- 2001-től Magyar Kárpitművészek Egyesülete kiállításai
- 2011 Text-Túra, Kék Iskola, Csepel
- 2012 4. Textilművészeti Triennálé, Szombathelyi Képtár, Szombathely
- 2018 6. Textilművészeti Triennálé, Szombathelyi Képtár, Szombathely
- 2020 50 éves a Csepel Galéria, Jubileumi tárlat, Csepel Galéria, Budapest
- 2022 Együtt 2+4, Csepel Galéria, Budapest

## Díjak, elismerések
- 1966 Fiatal Művészek Stúdiójának ösztöndíja
- 1973 Lektorátus nívódíja
- 1974 Lektorátusi pályázat I. díja
- 1985 7. Ipari Textilművészeti Biennálé, Biennálé díj
- 1986 Kulturális Miniszter emlékérme
- 1996 Rózsa Anna-díj
- 1996 Fődíj a Magyar Kárpitművészek Egyesülete tagjaként a 14. Magyar Textilbiennálén
- 1998 15. Magyar Textilbiennálé díja a Mill’art csoport tagjaként
- 1999 Ferenczy Noémi-díj
- 2012 Az Év Textilművésze

## Művek közgyűjteményben
- Iparművészeti Múzeum, Budapest
- Janus Pannonius Múzeum, Pécs
- Szombathelyi Képtár, Szombathely

## Köztéri művei
- Associazione Culturale, Bologna (I)
- Igazságügyi Minisztérium, Budapest
- Magyar Kereskedelmi Kamara, Budapest
- Villamosipari Kutató Intézet, Budapest
- Nádasdy-vár, Sárvár
- Házasságkötő Terem, Kőszeg
- Mezőgazdasági Szövetkezet, Nemesvámos
- Ibrahim Kávézó, Kőszeg